# پی هرکول
پی هرکول یک ستاره است که در صورت فلکی هرکول قرار دارد.